# Araneus koepckeorum
Araneus koepckeorum este o specie de păianjeni din genul Araneus, familia Araneidae, descrisă de Levi, 1991.
Este endemică în Peru. Conform Catalogue of Life specia Araneus koepckeorum nu are subspecii cunoscute.